# Stary Laskowiec
Stary Laskowiec – wieś w Polsce położona w województwie podlaskim, w powiecie zambrowskim, w gminie Zambrów.
Przez Laskowiec Stary przepływa rzeka Jabłonka.

## Historia
W 1422 roku książę mazowiecki nadał 10 włók ziemi zwanych Laskowo Świętosławowi z Sieszput. Wieś rozrastała się w dużym tempie tak, że w XVI wieku znane były trzy miejscowości powstałe z rozwoju wsi: Liaskowa Jabłoń, Liaskowo Sierzputi i Faski Rykacze obecny Nowy Laskowiec. Laskowiec w XVII wieku scalił się ponownie w wyniku zniszczeń wojennych. Wtedy to powstające kolonie wsi zostały zrównane z ziemią, a osadnicy powrócili do dawnych ziem Laskowca.
Właścicielami Laskowca był słynny ród Laskowskich herbu Dąbrowa, a właśnie z Laskowca pochodził Stanisław Laskowski, który doczekał się posady rezydenta u boku interrexa po śmierci Władysława IV. W późniejszym czasie król mianował go rezydentem u boku królowej, a następnie kasztelanem podlaskim.
Ostatecznie majątek Laskowca został rozparcelowany na przełomie XIX i XX wieku. Dwór kupił Niemiec Werner, a później sprzedał go przodkom dzisiejszych mieszkańców kolonii Nowego Laskowca.
W latach 1921–1939 wieś leżała w województwie białostockim, w powiecie łomżyńskim, w gminie Długobórz.
Według Powszechnego Spisu Ludności z 1921 roku wieś zamieszkiwało 159 osób w 24 budynkach mieszkalnych. Miejscowość należała do parafii rzymskokatolickiej w Zambrowie. Podlegała pod Sąd Grodzki w Zambrowie i Okręgowy w Łomży; właściwy urząd pocztowy mieścił się w Zambrowie.
W wyniku napaści ZSRR na Polskę we wrześniu 1939 roku miejscowość znalazła się pod okupacją sowiecką. Od czerwca 1941 roku pod okupacją niemiecką. Od 22 lipca 1941 roku wieś została włączona w skład okręgu białostockiego III Rzeszy. Po wojnie ponownie znalazła się w granicach Polski.
Do 1954 roku miejscowość należała do gminy Długobórz. Z dniem 18 sierpnia 1945 roku została wyłączona z woj. warszawskiego i przyłączona z powrotem do woj. białostockiego. W latach 1975–1998 miejscowość administracyjnie należała do województwa łomżyńskiego.